# Talthybia
Talthybia là một chi nhện trong họ Araneidae.